# Love & Death
Love & Death är en amerikansk biografisk krimaldramaserie som hade premiär på strömningstjänsten HBO Max den 27 april 2023. Första säsongen består av 6 avsnitt. Serien är regisserad av Lesli Linka Glatter. Manus har skrivits av Jim Atkinson, John Bloom, Joe Bob Briggs och David E. Kelley. Serien är baserad på verkliga händelser.

## Handling
Serien kretsar kring historien om de två gifta paren, Candy och Pat Montgomery samt Betty och Allan Gore. De tillhör samma metodistförsamling och lever ett lugnt liv i en liten stad i Texas. Allt ändras dock och tar en ända med förskräckelse när Candy och Allan inleder en affär.

## Roller i urval
- Elizabeth Olsen - Candy Montgomery
- Jesse Plemons - Allan Gore
- Patrick Fugit - Pat Montgomery
- Lily Rabe - Betty Gore
- Keir Gilchrist - Ron Adams
- Elizabeth Marvel - Jackie Ponder
- Tom Pelphrey - Don Crowder
- Krysten Ritter - Sherry Cleckler
- Beth Broderick - Bertha Pomeroy
- Olivia Grace Applegate - Carol Crowder